# دير أبو مشعل
دير أبو مشعل هي قرية فلسطينية تقع في الضفة الغربية من أراض  فلسطين. وتتبع محافظة رام الله والبيرة وقعت تحت الاحتلال الإسرائيلي في حرب 1967. تقع القرية على بعد 30 كم شمال غرب مدينة رام الله، وترتفع عن سطح البحر حوالي 460 م، وتبلغ مساحتها الكلية 8778 دونماً، ومساحة المنطقة المبنية فيها 425 دونماً. تحيط بالقرية أراضي عابود، وبيتللو، وجمالا، وشقبا. يبلغ عدد سكان القرية 3358 نسمة حسب تقديرات الجهاز المركزي للإحصاء الفلسطيني لعام 2004.
```
يوجد في القرية موقع أثري هو عبارة عن برك رومانية، علاوةً على انتشار الخرب الأثرية حولها، ومنها خربة الرشنية وتقع شرق القرية، وكذلك خربة إرطبة وتقع إلى الجنوب من القرية.
```

## إحصائيات المباني
```
أظهرت نتائج المسح الميداني للأبنية القديمة الذي نفذه رواق العام 
2000
 أن عدد المباني القديمة بلغ مئة وعشرة مبانٍ من بينها مئة واثنان مبنى، أي ما يعادل 93% مـن مجموع المبانــي العام، تتألف مـن طابق واحد، علاوة على وجود ثمان مبانٍ تتألف من طابقين بنسبة 7%.
```

```
أما الحالة الإنشائية، فقد أظهرت أن هناك ثلاثة وستون مبنى، أي ما نسبته 57% من إجمالي عدد المباني، بحالة متوسطة، إضافة إلى وجود أربعين مبنى 36% بحالة جيدة، وسبع مبانٍ بحالة سيئة 6%.
وأظهرت الحالة الفيزيائية للمباني أن هناك سبعين مبنى، أي ما يعادل 64% من إجمالي عدد المباني، بحالة متوسطة، فضلاً عن وجود ستة وعشرين مبنى بحالة جيدة 24%، وثلاثة عشرة مبنى بحالة سيئة 12%.
وفيما يتعلق بمدى الاستخدام، لوحـظ أن هناك خمسين مبنى 45% مستخدمة بشكل كلي، إضافة إلى واحد وخمسين مبنى مهجورة 46%، وتسعة مبانٍ مستخدمة بشكل جزئي 8%.
```

```
أما أشكال الأسطح، فقد ظهر استخدام الشكل المفلطح في أسطح تسعة مبنى 34%، وشكل القبة في أسطح واحد وتسعين مبنى 33% والشكل المستوي في أسطح أربعة وخمسين مبنى 20%، في حين لم تحدد أسطح ثلاثين مبنى 11%، كما وجد سطحا مبنيين مهدمين.
تعددت وتنوعت أشكال الأسقف، وغلب عليها شكل العقد المتقاطع الذي ظهر في أسقف مئة وستة مبانٍ 95%، فيما ظهر كل من الشكل المستوي بدوامر الحديد، والشكل المستوي في أسقف مبنيين لكل منهما 2%، في حين وجد سقفا مبنيين مهدمين.
```

```
غلبت المدة على أرضيات المباني القديمة في قرية دير أبو مشعل، إذ ظهر استخدامها في أرضيات مئة واثنين مبنى 89%، في حين استخدمت الأرضية الترابية في أرضيات خمسة مبانٍ 4%، بينما ظهرت السجادة في أرضية مبنى واحد فقط، والبلاط الإسمنتي الحديث في أرضيات ستة مبانٍ 5%.
ملاحظة إحصائية عام 
2004
.
رفاعي حسين 
صفحة دير أبو مشعل
```